# Chloropsina mambillaensis
Chloropsina mambillaensis är en tvåvingeart som beskrevs av Deeming 1981. Chloropsina mambillaensis ingår i släktet Chloropsina och familjen fritflugor.
Artens utbredningsområde är Nigeria. Inga underarter finns listade i Catalogue of Life.